# X (groupe)
Pour les articles homonymes, voir X.
X est un groupe de punk rock américain, originaire de Los Angeles, en Californie. Il se compose d'Exene Cervenka au chant, de John Doe à la basse et au chant, de Billy Zoom à la guitare et de Mick Basher à la batterie, rapidement remplacé par D.J. Bonebrake. Exene Cervenka est aujourd'hui auteur de plusieurs livres, publiés entre autres par la maison d'éditions d'Henry Rollins (S.O.A., Black Flag, Rollins Band), 2.13.61. Le groupe est toujours en activité occasionnellement, même si ses membres consacrent davantage de temps sur leur carrière en solo.

## Biographie

### Débuts (1977–1996)
Le groupe formé en 1977, à Los Angeles, en Californie. Après un premier 45 tours en 1978 sous le label Dangerhouse Records, Adult Books / We're Desperate, le groupe publie chez Elektra l'album Los Angeles en 1980, produit par Ray Manzarek des Doors qui produira également leurs trois prochains disques. Suivront Wild Gift en 1981 et Under the Big Black Sun en 1982. X participe aussi au film de Penelope Spheeris présentant la scène punk et hardcore naissante de Los Angeles, The Decline of Western Civilization, en 1980.
X signe avec le label Elektra Records en 1982 pour sortir Under the Big Black Sun, qui marque un léger changmement de style musical. L'album s'inspire légèrement du décès de la sœur ainée de Cervenka, Mirielle (Mary), lors d'un accident de voiture. Trois chansons de l'album, Riding With Mary, Come Back to Me et la chanson-titre, relatent directement cette tragédie. En 1983, le groupe redéfinit légèrement son style avec la sortie de l'album More Fun in the New World. En 1985, ils deviennent temporairement The Knitters afin d'exprimer leur passion pour la musique country.

### Pause et second retour (1997–2004)
En 1997, X publie une compilation intitulée Beyond and Back: The X Anthology, qui se consacre à leurs années avec Zoom. À cette période, ils annoncent leur séparation. Cependant, ils effectuent une tournée d'adieu en soutien à la compilation en 1998, avec Zoom de retour à la guitare. La formation originale retourne en studio pour la dernière fois, avec Manzarek reprenant son rôle de producteur, pour enregistrer une reprise de The Crstal Ship des Doors pour la bande-son du film The X-Files: Fight the Future.
X: The Unheard Music est publié en DVD en 2005, comme l'est le DVD X – Live in Los Angeles, qui commémore le 25e anniversaire de leur premier album, Los Angeles.

### Retour des Knitters (2005–2007)
En 2005, Doe, Cervenka et Bonebrake se réunissent avec Alvin et Bartel pour sortir un second album des Knitters, 20 ans après le premier, intitulé The Modern Sounds of the Knitters. En été 2006, X tourne en Amérique du Nord effectuant leur tournée As the World Burns avec le Rollins Band et The Riverboat Gamblers. Au printemps 2008, le groupe, et les premiers membres, effectuent la tournée 13X31 avec Skybombers et the Detroit Cobras. 13X31 fait référence à leur 31e anniversaire.

### Dernières activités (depuis 2008)
X participe au festival SXSW de 2008 ; au Coachella Valley Music and Arts Festival le 19 avril 2009 ; et le All Tomorrow's Parties de Minehead, en Angleterre entre le 15 et 17 mai 2009. Ils seront invités à jouer avec the Breeders. En juin 2009, le groupe annonce publiquement que Cervenka a été diagnostiqué de sclérose en plaques.
X joue au Voodoo Experience 2011, organisé au City Park à La Nouvelle-Orléans, en Louisiane, les 28 et 30 octobre 2011. Le groupe ouvre aussi pour Pearl Jam à la tournée South and Central American en novembre et à la tournée européenne entre juin et juillet 2012. Le 2 septembre 2012, X joue au Budweiser Made in America Festival de Philadelphie, en Pennsylvanie.
Le 4 mars 2016, X participe à l'épisode Show Me a Hero de l'émission Childrens Hospital d'Adult Swim.

## Membres
- John Doe - chant, guitare basse
- Exene Cervenka - chant
- Billy Zoom - guitare
- D.J. Bonebrake - batterie
- Dave Alvin - guitare (en remplacement de Billy Zoom)

## Discographie

### Albums studio
- 1980 - Los Angeles
- 1981 - Wild Gift
- 1982 - Under the Big Black Sun
- 1983 - More fun in the New World
- 1985 - Ain't Love Grand!
- 1987 - See How We Are
- 1993 - Hey Zeus!
- 2020 - Alphabetland
- 2024 - Smoke & Fiction

### Compilations et Albums en public
- 1988 - Live at the Whisky A Go-Go on the Fabulous Sunset Strip (Concert enregistré les 13, 15 & 16 décembre 1987 au Whisky a Go Go)
- 1997 - Beyond and Back: The X anthology (Compilation)
- 2005 - Live in Los Angeles (Concert enregistré au House of Blues à Los Angeles, les 26 & 27 novembre 2004)